# Констанције I Хлор
Констанције I Хлор (лат. Constantius I Chlorus; Дарданија, 31. март око 250 — Еборакум, 25. јул 306.) био је један од тетрарха, цар-савладар на Западу Римског царства од 293. до 306. Потекао је из Дарданије по свему судећи од незнатних родитеља.
Посветивши се каријери, Констанције је постао намесник Далмације, а затим и преторијски префект Галије. Могуће је да се вођен амбицијом развео од прве супруге Јелене, ћерке гостионичара и оженио Максимијановом пасторком Теодором. У цезара је уведен 293., а на управу су му поверене Галија и Британија. У ствари, морао је прво да се обрачуна са узурпаторима Караузијем и Алектом који су господарили његовим доменом; за то му је требало три године.
Када су 305. абдицирали Диоклецијан и Максимијан, у складу са процедуром Галерију и Констанцију су додељена овлашћења августа. Међутим, убрзо по повлачењу старије двојице показало се да је нарушен склад. Иако млађи, Галерије је изгледа био у предности чим је могао да одреди цезаре. Штавише, Констанцијев син Константин налазио се на његовом двору као талац. Тек је навала варвара у Британији омогућила Констанцију повратак његовог сина, и тако су њих двојица 306. одбили Пикте и Скоте.
Српски византолог Радивој Радић га укратко оцењује овако: „Премда је био значајна историјска личност, касније је упамћен пре свега као отац Константина Великог.“

## Име
По ступању на власт Констанцијево пуно име гласило је Флавије Валерије Констанције (лат. Flavius Valerius Constantius), а друго гентилно име (име рода) је преузео свакако по оснивачу династије Гају Валерију Диоклецијану. Као адоптивни (усвојени) син цара Максимијана, Констанције је и сâм називан Херкулије (лат. Herculius). Каткад му се додаје Диоклецијаново име — Гај (лат. Gaius), а каткад Максмијаново — Марко (лат. Marcus). Надимак Хлор (од грч. χλωρός, зеленкаст, зеленожут) не потиче из његовог времена, него из византијског. Било какав нарочити степен бледила у несагласности је са руменилом које се спомиње у хронолошки ближим Латинским панегирицим.

## Порекло
Спочетка се тврдило да је Констанције син Клаудија Готског, затим да води порекло од истог, а како је под утицајем хришћанства његово нелегитимно порекло наилазило на осуду за нећака, унука по мајци и унука-нећака божанског цара. Овај мит је, међутим, настао тек по његовој смрти у константиновско и постконстантиновско доба. Како наводи Ото Зек, чињеница да је његово порекло плод измишљања разноразних писаца указује на то да су Констанцијеви родитељи били незнатни а он сâм скоројевић. Завичај му треба тражити у Илирику. Како се чини рођендан мора да му је био 31. марта, али година рођења је, међутим, непозната.

## Рана каријера
Како стоји код Анонима Валезијана, пре него што је узнапредовао до цезара Констанције је вршио дужност царског телохранитеља, војног трибуна и управника провинције Далмације: „Констанције – унук брата преблагог принцепса божанског Клаудија – прво је био телохранитељ, потом трибун, а након тога намесник Далмације. Заједно са Галеријем начињен је цезарем од стране Диоклецијана. Пошто је, наиме, оставио прву супругу, Хеленом, оженио је Максимијанову кћерку Теодору, са којом је после имао имао шесторо деце, Константинове браће. Али, са првом супругом Хеленом имао је већ сина Константина, који је касније постао свемоћан принцепс“.
Вописк га сврстава у Пробове питомце: „Када упоредим принцепса Проба са другим императорима, закључујем да је овај муж у односу на готово све римске вође, који су се истицали као храбри, милостиви, разборити, дивни, био или једнак, или, ако се то из пакосне зависти не оспорава, бољи. Јер, током своје петогодишње владавине водио је толико ратова широм читавог света, и то, истина, сâм, да је чудно како се сукобио у свим тим биткама. Урадио је много тога својим рукама, а обучавао је и најизврсније војсковође. Међу његовим питомцима били су, наиме, Кар, Диоклецијан, Констанције, Асклепиодот, Ханибалијан, Леонид, Кекропије, Пизонијан, Херенијан, Гаудиоз, Урзинијан и остали којима су се наши очеви дивили и од којих су се неки истакли као добри принцепси“.
Био је управник Далмације за време Кара, који је, згрожен екстравагантним понашањем свога сина Карина, намеравао да га узме за наследника: „Он [тј. Карин] је имао драго камење на ципелама, користио је само оне копче које су украшене драгим камењем, а много често и такав каиш. Уопште, многи у Илирику су га називали краљем. Никада се није појавио било пред префектима, било пред конзулима. Покварењацима је нудио највише и увек их је звао на гозбе. Више пута је на својој гозби износио стотину либри птица, стотину риба, хиљаду различитих меса. Изливао је велике количине вина. Пливао је у воћу и дињама. И трпезарије и спаваће собе посуо је миланским ружама. Користио је купатила хладна колико и подземне ћелије која је често хладио снегом. Када је једне зиме дошао у место у ком је изворска вода изузетно млака — каква је обично по природи преко зиме — и служио се њоме у базену, кажу да је говорио базенџијима: ‘Спремили сте ми воду за жене’. Ово се чак узима за његову најсјајнију досетку. Његов отац је чуо шта је овај радио, па је викао: ‘Он није мој син’. Најпосле је одлучио да Констанција — који је после учињен за цезара, а тада обављао дужност намесника Далмације — доведе на његово [тј. Кариново] место, јер се тада ниједан муж није чинио бољим, а овога [тј. Карина], уистину, како вели Онезим, да убије“.

## Уздизање у цезара
Када је Нумеријанова судбина свима постала јасна, трупе које су се окупиле у Халкедону ради номиновања новог владара једногласно су се изјасниле за заповедника гарде доместика Диокла. Пре него што је могао да сматра свој нови положај сигурним, Диокле је морао да рашчисти рачуне са Каровим сином Карином: „Овај [тј. Карин], када је сазнао да му је гром убио оца, да му је таст уклонио брата, да је Диоклецијан именован за августа, направио је веће грешке и злочине, као да се сад по смрти својих рођених ослободио и одрешио узде одговорности. Ипак, није му недостајала крепкост духа да брани своју власт. Са Диоклецијаном се, наиме, сукобљавао у многим биткама, али је у коначној бици код Маргума пао побеђен“. Из једног другог извора се сазнаје шта је узрок Кариновог пораза: „Али када је Карин стигао у Мезију, одмах се сукобио са Диоклецијаном близу Маргума. Док је ревносно притискао оне које је победио, погинуо је под ударом својих војника, јер је, не обуздавајући се, из похоте дирао многе војничке жене. Њихови мужеви, који су бивали све више непријатељски расположени према свом вођи, ипак су одложили гнев и јед за крај битке“. Тако је уклоњена и задња препрека за Диоклецијанов успон.
У тренутку када је Диоклецијан ступио на власт, Царство је са свих страна било погођено силним проблемима. Осећајући се немоћним да се сâм носи са њима, Диоклецијан је решио да узме себи колегу који ће, макар номинално, бити у рангу са њим и помагати му да сноси огроман терет власти. Његов избор је пао на храброг и искусног, премда грубог и неписменог војника Максимијана, кога је у Никомедији 286. уздигао у августа. Удружени владари су усвојили епитете: Диоклетијан — Јовије (лат. Iovius — који потиче од Јупитера), а Максимијан — Херкулије (лат. Herculius — који потиче од Херкула), било из неког сујеверја, или, по објашњењу једног панегиричара, да дају свету до знања да старији поседује већу моћ у односу на млађег.
Међутим, убрзо се показало да управљање пространим Царством представља терет не само за једног, него и за двојицу. Сходно томе решили су да сваки изабере свога помоћника. Максимијанов избор је пао на Констанција, а Диоклецијанов на Галерија. Ради успостављања приснијег односа са цезарима Галерије је ожењен Диоклецијановом кћерком Валеријом, а Констанције Максимијановом пасторком или кћерком Теодором. Максимијан је адоптирао Констанција 1. марта 293. вероватно у Медиолануму и обукао га је у пурпур цезара. У расподели провинција цезарима су допали они делови у којима је изискиван највећи напор и излагање ризику. Констанцију су додељене Британија, Галија и Хиспанија, са седиштем у Тријеру (Трир); Галерију је препуштен Илирик и читаво Подунавље, са седиштем у Сирмијуму (Сремска Митровица); Максимијан је са седиштем у Медиолануму (Милано) управљао Италијом, Африком и Сицилијом заједно са острвима у Тиренском мору; а Диоклецијан је управљао Тракијом, Египтом, Сиријом и Азијом, са седиштем у Никомедији (Измит).

## Као цезар

### Пред поход на Британију
Констанције је држао конзулат 294, 296, 300, 302, 305. и 306. Као делокруг одређена му је Галија; задатак му је заправо био да врати Британију и извесне делове западне обале Галије, будући да је Караузију успело поћи за руком да се ту осамостали. Убиством умешног Караузија чије место је преузео Алекто, Констанцију је донекле олакшан посао. Одмах по ступању на своју дужност, Констанције је отишао у Галију. Усредсредио се на Гезоријакум (Булоњ), не би ли ову луку, која је тада представљала важну транзитну тачку за Британију, отео узурпатору. То му је и успело пошто је подигао брану којом је непријатељску флоту спречио да пристане овде. Напад на Острво морао је пак да одложи на неко време док се не прибави потребна флота. За то време повео је поход на Франке на ушћу Рајне и преселио већи број њих као колоне на опустошена поља Галије. Почетком 296. завршено је с припремама и прелазак на Острво могао је да почне.

### Поход на Британију
Пошто је Максимијан преузео на себе одбрану рајнског лимеса, Констанције је сигурних леђа испловио са двема флотама: једном под његовим заповедништвом из Гезоријакума, и другом под његовим префектом Асклепиодотом преко ушћа Секване (Сена). Тиме што је запловио узбурканим морем наводно је, како преноси панегиричар, инспирисао војнике који су пловили дуж Секване да се одлуче на исто: „Јер, кад си Ти [Констанције] на пловидби, ко се не би усудио да се преда ма колико год неповољном мору? По пријему вести о Твојој пловидби, како кажу, сви су једногласно говорили и међусобно се подстицали : ‘Што се двоумимо? Што оклевамо? Управо је одједрио сâм, баш сад одмиче, можда је већ и стигао. Поднесимо све, запловимо таласима. Шта је то чега бисмо се могли бојати? Ми следимо цезара!’“
Асклепиодоту је успело да под окриљем густе магле прође незапажено код острва Векте (Вајт), где их је ишчекивала непријатељска флота, и искрца се. Иста магла омела је Констанција с пута. Тек што је приспео на копно, Асклепиодот је већ потукао у бици Алекта; један одред Констанцијеве војске је, међутим, измасакрирао у Лондинијуму (Лондон) чету франачких плаћеника која се спасла из битке и опљачкала град.
У знак сећања на ову победу у Триру је искован златни медаљон од десет ауреја који је нађен у Арасу у северној Француској. На аверсу је приказано попрсје Констанција са натписом Fl(avius) Val(erius) Constantius Nobil(is) Caes(ar), а на реверсу опет цезар како на коњу тријумфално ступа пред женом — персонификација Лондонијума — која га клечећи поздравља као „обновитеља вечне светлости“ (redditor lucis aeternae).
Из Британије у Галију су одаслате бројне занатлије да обнове полууништене градове.

### Победа над Алеманима
Тешко је датирати други поход на Франке у ком је Констанције дубоко продро у њихову територију и поново населио бројне колоне у Галији; и победу над Алеманима која је, међутим, започета поразом. Наиме, варвари су неочекивано извршили препад на цезара у земљи Лингонâ и натерали га на повлачење. Констанције је и сâм био рањен, а како од близине непријатеља нису смели отворити капију у град су га пренели ужима. Но, после само пет часова дошло је појачање захваљујући ком су варвари савладани; 60.000 њих било је убијено. Осим тога, извори обавештавају о још једној победи над варварима код Виндонисе; о заробљавању једне варварске поворке која је преко замрзнуте Рајне приспела на неко острво и затим, шетајући по замрзнутој реци, била одсечена од обе обале. Све ове борбе свакако морају да падају у период 298—305.

## Као август

### Галерије руши склад
Након двадесетогодишње владавине која је Римску државу поставила на нове основе, Диоклецијан се 1. маја 305. у присуству војске и народа у близини Никомедије свечано одрекао царске хаљине. Претходно је извршио притисак на Максимијана да уради исто. Из Лактанцијеве изјаве стиче се утисак да је место првог тетрарха требало да преузме Констанције: „Пошто је уклањањем старих [тетрарха] Галерије урадио то што је хтео, већ је сматрао да је господар целог света. Јер, премда је требало да се Констанције именује за првог, он га је презирао зато што је био меке природе и зато што је у погледу физичког здравља био тегобан. Надао се да ће овај ускоро да умре; ако и не би умро, чинило се лаким да се лиши, било невољно [било добровољно]. Јер, шта му је чинити, ако га тројица натерају да се одрекне империјума?“ Промена августâ захтевала је и избор нових цезара. Њих је изабрао Галерије потврдивши тиме одлучујућу улогу.
„Онај [тј. Галерије] који је, дакле, преузео највишу моћ, обратио је пажњу на свет који му се изложио у намери да га узнемирава. Наиме, пошто је савладао Персијанце, код којих је овај обред, овај обичај да се осуђују својим краљевима на ропство и да краљеви располажу својим народом као са робљем, безбожан човек је хтео да на римски свет навуче овај обичај, који је у време оне победе без стида хвалио. A пошто то није могао отворено да наложи, радио је тако што је људима грабио слободу. Особито је одузимао достојанства. Мучио је не само декурионе, него, штавише, и прваке грађанства, изврсне и врло савршене мужеве и то баш у ситним и цивилним парницама. Ако се чинило да су вредни смрти, стајали су им крстови; ако не, окови су им били спремни. У гинекеј су одвучене мајке, оне које су у слободи рођене, као и племените. Ако је неко требало да се бије, четири коца, на које никада ниједан роб није навикао да буде рашчеречен, стајала су забодена у обору... Имао је медведе који су му били врло слични по дивљаштву и величини, које је одабирао све време своје власти; кад год је хтео да се наслади, захтевао је да се неки од ових, које је прозивао поименце, доведе. Њима су бацани људи не да их сасвим поједу, него да им се напију крви; кад би им растргли зглобове, смејао се врло слатко, а никада није обедовао без призора људске крви“.
Галеријеву одлучујућу улогу потврђује и чињеница да се на његовом двору као талац налазио млади Константин. Још као дечака отац га је морао послати на Диоклецијанов двор у Никомедији да се учи војничким и државничким пословима. Као војник Константин се истакао храброшћу у походима које су предузимали Диоклецијан и Галерије и стекао наклоност источних трупа — многи војници су били отворено незадовољни што је Константин заобиђен при избору цезарâ: „Дакле, овај Константин, кога је врло проста мајка Хелена родила и одгојила у граду Наисусу (тај град је он касније великодушно одликовао), који је био слабије упућен у књижевност, био је талац код Диоклецијана и Херкулија под којима је храбро служио у Азији. Након оставке Диоклецијана и Херкулија, Констанције га је тражио натраг од Галерија, али га је Галерије излагао пред многим опасностима. Наиме, још као млади коњаник служећи против Сармата, ухватио је и вукао за косу срчаног варварина и дотерао га пред ноге императора Галерија. Галерије га је онда послао да иде кроз мочвару. Зашавши у њу на свом коњу, прокрчио пут до преосталих Сармата, међу којима је посекао већину, и однео Галерију победу“. Међутим, како је срочио Чарлс Матсон Одал (енгл. Charles Matson Odahl), Констанцијева родитељска брига и тежња самог Константина, касније названог Велики, да наследи оца осујетиће ускоро Галеријеве планове за царском доминацијом.

### Константин бежи оцу
Констанције није могао да остане скрштених руку пред чињеницом да му је син у опасности. Није прошло много пре него што је интервенисао у намери да га спаси. Галерије је, како наводи Лактанције, упркос претходном противљењу, ипак пристао да га врати оцу: „Јер, будући да је у више махова био замољен, није могао још дуго да одбија. Како је дан већ узмицао, дао је оном (Константину) печат и наредио му да се спреми сутра ујутру на пут по примању наређења, намеравајући или да га неком згодом задржи, или да разашаље писма како би га Север ухватио. Онај [тј. Константин], увидевши то, пожурио је да изађе. Док је император почивао након обеда, он је утекао и отео по многим ноћиштима све државне коње. Сутрадан је император, пошто је намерно преспавао све до подне, наложио да се он (Константин) позове. Рекли су му да је отишао одмах после обеда. Стао је да рже и љути се. Тражио је државне коње не би ли га насилу довукао назад. Рекли су му да је државна пошта опељешена. Једва је суздржао сузе. Онај се, међутим, кретао невероватном брзином и стигао до већ клонулог оца, који му је поверио војнике и предао власт у руке“. Мање-више иста прича може се наћи код Анонима Валезијана: „Онда га је Галерије вратио оцу. Да би избегао Севера, осакатио је коње док је пролазио Италијом и прешао је Алпе у великој журби. Код Бононије, коју су Гали раније звали Гезоријакум, стигао је до оца, Констанција. Међутим, после победе над Пиктима у Еборакуму му је умро отац, Констанције, а са сагласношћу свих војника Константин је изабран за цезара“.

### Поход на Скоте и Пикте и смрт
Констанције је ишао са сином преко у Британију где је извојевао још једну победу над Пиктима и Скотима по којој је усвојио назив императора по други пут. Но, одавно већ болестан, преминуо је у Ебуракуму (Јорк) 25. јула 306. Ако је веровати Јулијану, Констанцијево тело је донесено у Галију да би тамо (вероватно у Триру) било сахрањено.

## Лични живот

### Жене и деца
Прва посведочена чињеница из Констанцијевог живота јесте ступање у дивљи брак са гостионичарком Јеленом, која му је у Наисусу родила сина Константина. До женидбе са Теодором није дошло тек по уздизању Констанција у цезара, него најкасније почетком 289; родила му је шесторо деце: синове Далмација, Јулија Констанција и Ханибалијана, и ћерке Флавију Јулију Констанцију, Анастасију и Еутропију. Ваља обратити пажњу на имена појединих. Еутропијино име узето је највероватније по Теодориној мајци; исто тако Ханибалијаново име сугерише на Теодориног биолошког оца Афранија Ханибалијана (конзул из 292); Анастасијино име је изведено пак од грч. ἀνάστασις (васкрснуће) и има хришћански призвук.
Судбина је хтела да и Констанцијев син Константин преко брака са Фаустом, Максимијановом кћерком, оствари везу са бившим тетрархом: „Јер, штавише, нема сумње да Ти он [тј. Максимијан — прим. прев.], који Те је још онда (и то пре него што си могао да то тражиш) себи за зета на своју руку одредио, заиста не би рано дао то свето место божанске моћи. Ово се, наиме, како чујем, приказује у Аквилејској палати на слици која је постављена наочиглед гостију. На њој девојка — која је већ вредна дивљења због божанске лепоте, али још увек недорасла својој тежини — држи и уз то пружа Теби, Константине, тада још дечаку, шлем који сија од злата и драгог камења и који се истиче по лепо развијеним крилима, тако да Те свадбени дар учини лепшим, за шта икакви украси одела једва могу да јемче“.
Да је веридба између Константина и Фаусте склопљена годинама раније не сведочи само овај пасаж из Латинских панегирика, него и Јулијан (or. I 7. D) који каже да су је удесили још Констанције и Максимијан. Ово се чини прихватљивим. Да успостављање везе путем брака између цезарâ и августâ није само одлика прве тетрархије, види се по томе што је Галерије удао своју ћерку Валерију Максимилију за Максенција.

### Божански Констанције
Панегиричар који обавештава о женидби цара Константина са Фаустом (307) узгред спомиње и Констанција кога назива божанским: „О, божански Констанције за време власти си био срећан, а сад си још више, јер ти — кога је сâмо Сунце прихватило да вози на небо у готово видљивим кочијама, док је у заласку поново стремело за скорим изласком — заиста чујеш и видиш ово [тј. свадбу — прим. прев.].“ Назарије, такође један од панегиричара, тврди да су се уочи Константиновог похода на Италију (312) у Галији појавиле небеске војске под вођством божанског Констанција: „Прича се у свој Галији да су виђене војске које су разгласиле да су послате божанском вољом. И премда се небеске ствари пред људским очима обично не виде — јер она чиста и бестелесна супстанција фине природе надиграва груб и мрачан смртни поглед — ипак су Твоји помоћници онда подносили да се виде и чују. Када су посведочили твоју заслугу, побегли су од заразе смртног погледа. Али, да ли Ти је речено какве су били појаве? колико су им тела крепка? колико су им велики удови? колико им је ватрена воља? Блистајући штитови горели су им од нечег непознатог, а сјај небеског оружја севао је страшно. Дошли су, наиме, такви да се мислило да су Твоји. Овако су они сâми између себе разговарали, ово су они говорили онима који су их слушали: ‘Ми тражимо Константина, ми му идемо у помоћ’. Чак и оно што је божанског порекла допушта себи да се хвали, а вала и таштина не представља изузетак код небеских ствари. Ови који су пали са неба, ови који су са божанском вољом послати, хвалили су се, јер су Теби служили. Верујем да их је водио Твој отац, Констанције. Он Ти је оставио земаљске победе које су веће од њега сâмога. А сада је, као бог, руководио божанским походима“.

### Христијанофрон[и]
Да је Констанције био одан хришћанском Богу, како стоји у наводном Константиновом саопштењу које је забележио Еузебије из Цезареје, упитно је. Истини за вољу, његово држање за време погрома хришћана чини се да је било толерантно. И он је, додуше, рушио цркве у свом делу Царства, али није примењивао смртне казне на верницима. Тако је бар Галија остала поштеђена највећих ужаса прогона. Констанцијева благост и презање од прекомерног убирања дажбина наилазили су на сваку похвалу, а недуго после његове смрти давали су повода за изузетно особене анегдоте. Једну од њих преноси пагански историчар Еутропије: „Извранредан муж и то изврсне љубазности, који је, ни најмање не тежећи користи фиска, марио за богатство провинцијалаца и приватних лица, и говорио: ‘Боље је да јавни иметак буде код приватних лица, него да се остави под једном бравом’. A покућство му је било толико скромно да су му о празнике, ако би требало да угости више пријатеља него обично, прострли трпезарије сребрнином измољеном од куће до куће од приватних лица. Овај је био не само љубазан, него, штавише, врло поштован код Гала, особито зато што су они под његовом влашћу умакли Диоклецијановој сумњивој разборитости и Максимијановој крволочној пренагљености. Умро је у Британији у Еборакуму у тринаестој години владавине, а премештен је и међу богове“. Један је од тројице царева којима је посвећен консекрациони новац са натписом „починак за изванредне заслуге“ (requies optimorum meritorum).